# Motett
Motett (troligen diminutiv av franska mot, ”ord”), är en av de äldsta flerstämmiga kompositionsformerna för körmusik a cappella med rötter så långt tillbaka som till 1200-talet. Under medeltid och renässans var kontrapunktisk kompositionsteknik ett kännemärke för formen; senare har man ofta använt namnet som beteckning för en körsång med text ur bibeln eller liknande, oavsett hur den är skriven. Motetten behandlar oftast – men inte alltid – andliga ämnen, och är jämsides med den enklare körhymnen en central genre för den moderna svenska kyrkosångrörelsen. 
Motetten utvecklades framför allt under epoken 1450 till 1600 med Lasso och Palestrina som stora namn. Den tyska motetten representerades av Schütz och Bach, och senare av bland andra Brahms och Distler. I Sverige har betydande motettserier skrivits av John Morén, Hilding Rosenberg och Sven-Erik Bäck.

## Historik
Namnet anses av många härleda sig från franska mot (ord, bibelspråk), medan andra däri ser ett diminutiv av latinets motus, rörelse, med avseende på att den melodiförande stämman (även den kallad motetus) var mera fri och rörlig än i andra kyrkosånger, som var mera strängt bundna vid den gregorianska cantus firmus. Därför var också motetten i äldsta tider mera uttrycksfull och mindre överhopad med kontrapunktiska konstmakerier än mässan. Vanligen lades emellertid även för motetten en kyrkligt sanktionerad melodi till grund. Tidigast utvecklade sig motetten i Frankrike under 1200- och 1300-talen. I den tidens motetter var det ofta endast överstämman som sjöngs, och instrument fyllde ut de övriga. Genom nederländarna fick motetten i senare delen av 1400-talet sin rätta form. Berömda motettkompositörer var under dess klassiska skede Jacob Obrecht, Josquin, Mouton, Palestrina, Tomás Luis de Victoria, Gabrieli, Croce, Orlando di Lasso, Jacob Arcadelt, Jacobus Gallus och William Byrd samt, under en senare tid, framför alla Sebastian Bach. Mot slutet av 1600-talet inkom instrumentalackompanjemang i motetten, och senare gavs detta namn även åt solosånger. Bland senare kompositörer av mer eller mindre oegentligt så kallade motetter må nämnas Johann Adam Hiller, Mendelssohn, Moritz Hauptmann, Robert Volkmann, Franz Lachner, Rheinberger, Franz Wüllner och svensken Ludvig Norman.